# Меледандри, Крис
Кри́стофер Меледа́ндри (англ. Christofer Meledandri, род. 15 мая 1959, Нью-Йорк, США) — американский продюсер. Основатель и генеральный директор анимационной студии Illumination.

## Биография

### Детство и юность
Меледандри родился 15 мая 1959 года в Нью-Йорке. Отец — Рональд Меледандри, работал дизайнером, мать — Риша Меледандри, была активисткой. Кристофер учился в Дартмутском колледже и окончил его в 1981 году.

### Карьера

#### Ранние годы
Сначала Меледандри работал помощником продюсера Дэниэла Мельника при создании фильма Свободные. Позже он вместе Марком Гордоном основал компанию The Meledandri/Gordon Company, но покинул её в 1991 году. В 1993 году Кристофер спродюсировал фильм Крутые виражи от Disney. В 1994 году он устроился на работу в 20th Century Fox Animation.

#### Работа в Blue Sky Studios
В 1998 году Меледандри был во главе сделки по приобретению компанией Fox студии визуальных эффектов Blue Sky. В дальнейшем он принимал участие в производстве Ледникового периода (а также его сиквела), Роботов и Хортона в качестве исполнительного продюсера. Кроме полнометражных мультфильмов на счету у Кристофера были ещё две короткометражки с участием Скрата (Потерянный орех и Не время для орехов). 

#### Основание Illumination и дальнейшая деятельность
В 2007 году Меледандри покинул Fox и основал студию Illumination, ставшую собственностью компании Universal Pictures. В 2010 году был выпущен первый проект студии — мультфильм Гадкий я, снискавший огромный успех в прокате и породивший целую медиафраншизу. Из других работ Illumination можно также отметить Тайную жизнь домашних животных, Зверопой, а также экранизации двух сказок Доктора Сьюза — Лоракса и Гринча.
После того, как Universal приобрела студию Dreamworks в 2016 году, Меледандри стал ответственен за мультфильмы по Шреку в качестве продюсера, а в 2021 году он стал одним из директоров компании Nintendo благодаря совместному производству мультфильмов по Марио.

## Личная жизнь
Меледандри — член Академии кинематографических искусств и наук. 
Крис был женат на Лесли Бензигер. У него также есть два сына (1990 и 1998 годов рождения).

## Фильмография
| Год выхода фильма | Название фильма                            | Роль в создании фильма    |
| ----------------- | ------------------------------------------ | ------------------------- |
| 1986              | Брокер                                     | Ассоциированный продюсер  |
| 1989              | Братья в руках                             | Продюсер                  |
| 1990              | Возможность стучит                         | Продюсер                  |
| 1993              | Лети ночью                                 | Исполнительный продюсер   |
| 1993              | Дети свинга                                | Исполнительный продюсер   |
| 1993              | Крутые виражи                              | Исполнительный продюсер   |
| 1993              | Действуй, сестра 2                         | Соисполнительный продюсер |
| 1994              | Суд присяжных                              | Продюсер                  |
| 2002              | Ледниковый период                          | Исполнительный продюсер   |
| 2002              | Потерянный орех                            | Исполнительный продюсер   |
| 2005              | Роботы                                     | Исполнительный продюсер   |
| 2006              | Ледниковый период 2: Глобальное потепление | Исполнительный продюсер   |
| 2006              | Не время для орехов                        | Исполнительный продюсер   |
| 2008              | Хортон                                     | Исполнительный продюсер   |
| 2010              | Гадкий я                                   | Продюсер                  |
| 2011              | Бунт ушастых                               | Продюсер                  |
| 2012              | Лоракс                                     | Продюсер                  |
| 2013              | Гадкий я 2                                 | Продюсер                  |
| 2015              | Миньоны                                    | Продюсер                  |
| 2016              | Тайная жизнь домашних животных             | Продюсер                  |
| 2016              | Зверопой                                   | Продюсер                  |
| 2017              | Гадкий я 3                                 | Продюсер                  |
| 2018              | Гринч                                      | Продюсер                  |
| 2019              | Тайная жизнь домашних животных 2           | Продюсер                  |
| 2021              | Зверопой 2                                 | Продюсер                  |
| 2022              | Миньоны: Грювитация                        | Продюсер                  |
| 2022              | Кот в сапогах: Последнее желание           | Исполнительный продюсер   |
| 2023              | Братья Супер Марио в кино                  | Продюсер                  |
| 2023              | Миграция                                   | Продюсер                  |
| 2024              | Гадкий я 4                                 | Продюсер                  |
| 2026              | Мир Супер Марио в кино                     | Продюсер                  |
| 2026              | Миньоны 3                                  | Продюсер                  |
| 2027              | Шрек 5                                     | Продюсер                  |